# Amphiodia duplicata
Amphiodia duplicata är en ormstjärneart som först beskrevs av Jean Baptiste François René Koehler 1930.  Amphiodia duplicata ingår i släktet Amphiodia och familjen trådormstjärnor. Inga underarter finns listade i Catalogue of Life.